# 發現群島
發現群島（Discovery Islands）是一群位於薩利西海北端和約翰斯通海峽東端的島嶼，位在加拿大卑詩省本土與溫哥華島之間。
發現群島中大多數的島嶼居民都很少，只有夸德拉島和科特斯島有渡輪航行，其餘都藉由私人船隻或水上飛機通行。

## 地理
發現群島複雜的地貌使得乘船時難以分辨出看到的海岸線是屬於北美洲大陸、溫哥華島、還是發現群島的一部分。

### 主要島嶼

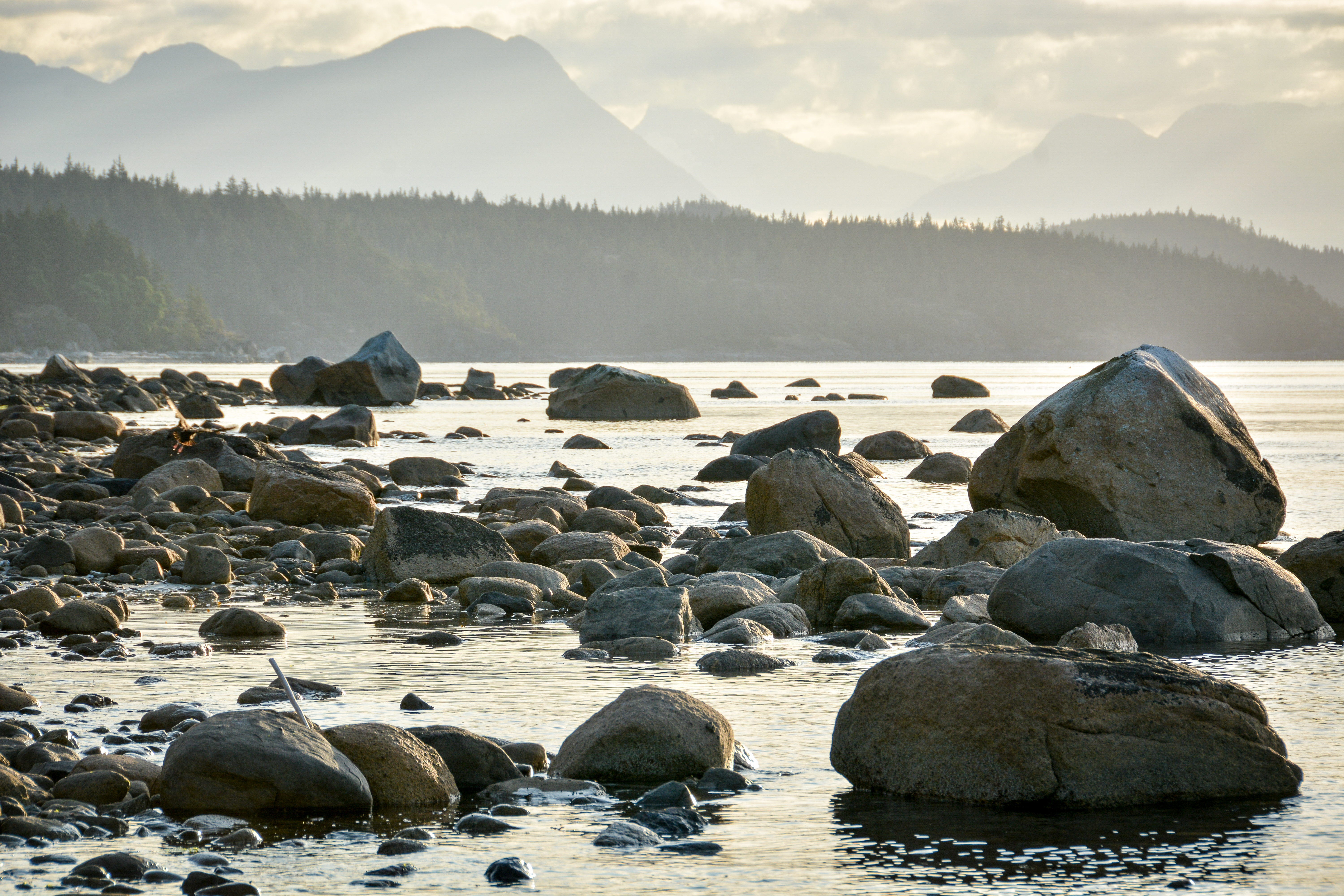
科特斯島日出

發現群島除了如埃爾南多島和薩瓦里島等最南端的幾個島嶼位於鮑威爾河地區外，其它全位在斯特拉斯科納地區之內。發現群島中較大的島嶼包括（括號內為位在大島嶼相應方位的小島嶼）：
斯特拉斯科納地區
- 科特斯島（西邊：微妙群島）
- 哈德威克島（北邊：波因茨島、西摩島、默里島；西邊：約克島；南邊：赫爾姆肯島）
- 西瑟洛島
- 東瑟洛島（西邊：沃克姆群島；南邊：塔姆島）
- 索若拉島（西北邊：哈定島、布洛克島）
- 斯圖爾特島
- 夸德拉島（北邊：奧基斯群島）
- 毛雷爾島
- 米特納奇島
- 雷德島（東邊：希爾島、本群島）
- 會合群島
  - 拉札島
- 西雷東達島（南邊：水貂島、金霍恩島、馬丁群島；北邊：伊莉莎白島）
- 東雷東達島（南邊：梅爾維爾島、摩根島、伊夫利島、水獺島、威廉群島；北邊：雙島、航道島）
- 濱海島
- 雙子島

鮑威爾河地區
- 埃爾南多島（東邊：科普蘭群島）
- 鵰島
- 薩瓦里島

### 主要水道
探險水道南端始於喬治亞海峽在夸德拉島和溫哥華島之間開始變窄的地方，然后向北直到諾達萊斯海峽和約翰斯通海峽交會的達查塔姆角。

## 觀光
發現群島的觀光價值在於鮭魚捕撈、帆船、皮划艇和远足。

## 外部連結
- 加拿大發現群島網站 （页面存档备份，存于）